# V Bootis
V Bootis är en halvregelbunden variabel av SRA-typ i stjärnbilden Björnvaktaren. 
Stjärnan varierar mellan fotografisk magnitud +7 och 12 med en period av 258,01 dygn.